# Pang De
Pang De (cinese semplificato: 庞德, cinese tradizionale: 龐德, pinyin: Páng Dé) (170 – 219) è stato un militare cinese, al servizio del primo ministro Cáo Cāo tra la fine della Dinastia Han e l'inizio del periodo dei Tre Regni.
Ufficiale Wei, serviva inizialmente il generale Ma Chao, ma viene catturato durante l'attacco di Cao Cao ad Han Zhong e cambiò fronte. Al servizio del Ministro, diviene famoso per la sua lealtà ed integrità. Durante la battaglia di Fancheng, combattuta nella primavera del 219 tra il Regno Wei, guidato da Cao Cao, ed il regno di Shu, rifiutò di arrendersi al comandante avversario Guan Yu, andando così incontro alla morte.
Si dice che prima della battaglia Pang De, certo di morire, avrebbe fatto allestire la sua stessa bara prima di scendere in campo.
Nel romanzo storico del XIV secolo Romanzo dei Tre Regni di Luo Guanzhong si narra che Pang De avrebbe impartito alla moglie istruzioni per occuparsi nel migliore dei modi del figlio Pang Hui, e che avrebbe predetto che Pang Hui l'avrebbe vendicato, come in effetti successe quando Pang Hui massacrò l'intera famiglia del già defunto Guan Yu.